# Johan Lindblom
Johan Lindblom, född 1975, är en svensk poet.  

## Biografi
Lindblom debuterade 1994 med diktsamlingen Ut ur mitt skinn.livepoet.